# Ivesia patellifera
Ivesia patellifera là loài thực vật có hoa trong họ Hoa hồng. Loài này được (J.T. Howell) Ertter mô tả khoa học đầu tiên năm 1989.